# Янг, Джордж Джейкоб
Джордж Джейкоб Янг (англ. George Jacob Jung; 6 августа 1942, Бостон — 5 мая 2021, Уэймут, Массачусетс) по кличке Бостонский Джордж (англ. Boston George) — одна из основных фигур в торговле кокаином в США в 1970-х — начале 1980-х годов. Он был сотрудником колумбийского Медельинского наркокартеля, который поставлял в США контрабандным путём около 87 % кокаина. История его жизни изображена в кинофильме «Кокаин» с Джонни Деппом в главной роли.

## Ранние годы
Джордж Джейкоб Янг родился 6 августа 1942 года в Бостоне. Затем его семья переехала в город Уэймут в Массачусетс, где у его отца был собственный бизнес. Джордж не был отличником в учёбе, но хорошо играл в футбол и, по воспоминаниям одноклассников, был прирождённым лидером. После окончания в 1961 году школы, Янг поступил в университет. Он готовился к сдаче экзаменов на степень бакалавра в области рекламы, но так и не завершил учёбу. Янг начал употреблять марихуану, при этом продавая часть того, что он купил, чтобы не оставаться в убытке. В 60-е годы Джордж и его лучший друг «Туно» переехали в Калифорнию. Поскольку оба были безработными, через какое-то время «Туно» предлагает зарабатывать, продавая марихуану. Янг выручил большие деньги, провозя контрабандой в Новую Англию гашиш, который он купил в Калифорнии. Вскоре Янг и «Туно» были представлены местному поставщику и через некоторое время стали очень успешными. Когда к Джорджу с «Туном» приехал старый знакомый, он оценил высокое качество их продукта и сказал, что он мог бы неплохо продаваться на востоке страны. Связь была установлена и вскоре Джордж договорился со стюардессой о перевозке двух чемоданов марихуаны в неделю. В поисках ещё большей прибыли, Янг расширил свои операции до перевозки наркотиков по воздуху в Пуэрто-Вальярта (Мексика), при этом используя украденные из частных аэропортов на Кейп-Коде самолёты и профессиональных пилотов. В разгар этих операции Янг и его сообщники «зарабатывали» 250 000 долларов на всех в месяц (что эквивалентно более чем 1,6 млн долларов сегодня). Это закончилось в 1974 году, когда Янг был арестован в Чикаго за контрабанду 660 фунтов (300 кг) марихуаны. Янг был осуждён и отправлен в федеральную тюрьму в Дэнбери (Коннектикут).

## Медельинский картель
В Дэнбери сокамерником Янга был Карлос Ледер Ривас, который представил Янга Медельинскому картелю. Взамен Янг учил Ледера заниматься контрабандой. Когда Янг был освобождён, они стали действовать вместе. Их план состоял в том, чтобы контролировать поставки сотен килограммов кокаина от колумбийского ранчо Пабло Эскобара до США через калифорнийские связи Янга. У Янга был сотрудник службы безопасности, который должен был сопровождать его к месту обмена, где Янг планировал отдать ключи от автомобиля и половину кокаина своему человеку, и затем уехать. Через день или два они должны были встретиться и обменяться ключами от автомобилей.
Янг выручил миллионы от своих операций. К концу 1970-х годов Ледер фактически изгнал Янга из «бизнеса», и тот продолжал заниматься контрабандой отдельно, при этом выручая миллионы долларов прибыли.
В 1987 Янг был арестован в его особняке на пляже около Истхэма (Массачусетс).
После выхода на свободу, Янг воссоединился со своим старым партнёром по бизнесу и продолжил заниматься контрабандой кокаина. В 1994 году Янг был арестован вместе с 1754 фунтов (796 кг) кокаина в Топика, штат Канзас . Он признался в трёх пунктах обвинения в сговоре, был приговорён к 60-летнему тюремному сроку и был заключён в федеральную тюрьму в Нью-Йорке. Затем он был переведён в Федеральное исправительное учреждение в Энтони (штат Техас). Позже Янг был свидетелем на процессе по делу бывшего сообщника Карлоса Ледера, из-за чего приговор Янгу был смягчён.

## В заключении
Янг отбывал наказание в исправительном учреждении в Форт-Диксе (Нью-Джерси). Он должен был выйти из тюрьмы 26 ноября 2015 года в возрасте 72 лет, но за хорошее поведение ему сократили срок. Он вышел из тюрьмы 3 июня 2014.
После освобождения Янг некоторое время жил в учреждении социальной реабилитации для лиц с тюремным прошлым. Проживание в подобных условиях позволяет социально адаптироваться к самостоятельной жизни в обществе.

## Арест в декабре 2016
6 декабря 2016 года Джордж Янг был арестован за нарушение условий условно-досрочного освобождения после того, как он появился в Сан-Диего для того чтобы посетить мероприятие, за посещение которого ему пообещали денежное вознаграждение. Несмотря на то, что Янг провёл в городе всего лишь четыре часа, на обратном пути он был арестован в городе Сакраменто и был этапирован в окружную тюрьму, так как он не предупредил о своих намерениях офицеров по пробации.
В январе 2017 Янг был приговорён к 7 месяцам тюрьмы. Он отбывал наказание в одном из учреждений штата Невада. Джордж Янг был освобождён 3 июля 2017 года.

## Дальнейшая жизнь
После освобождения Янгу было разрешено переехать на место жительства в штат Калифорния. В августе 2017 года ему было предложено стать консультантом на съёмках документального фильма об истории его жизни под названием «Бостонский Джордж». В процессе создания фильма Янг впервые за несколько десятилетий посетил родной город Уэймут, где он вырос и окончил школу, там он встретился с одноклассниками и друзьями юности, которые оказали ему теплый приём. В 2018 году Янг заявил, что планирует уехать из США на постоянное место жительства в Мексику по причине финансовых трудностей и высокой стоимости жизни в США.
Умер 5 мая 2021 года.